# Lípa (rod)

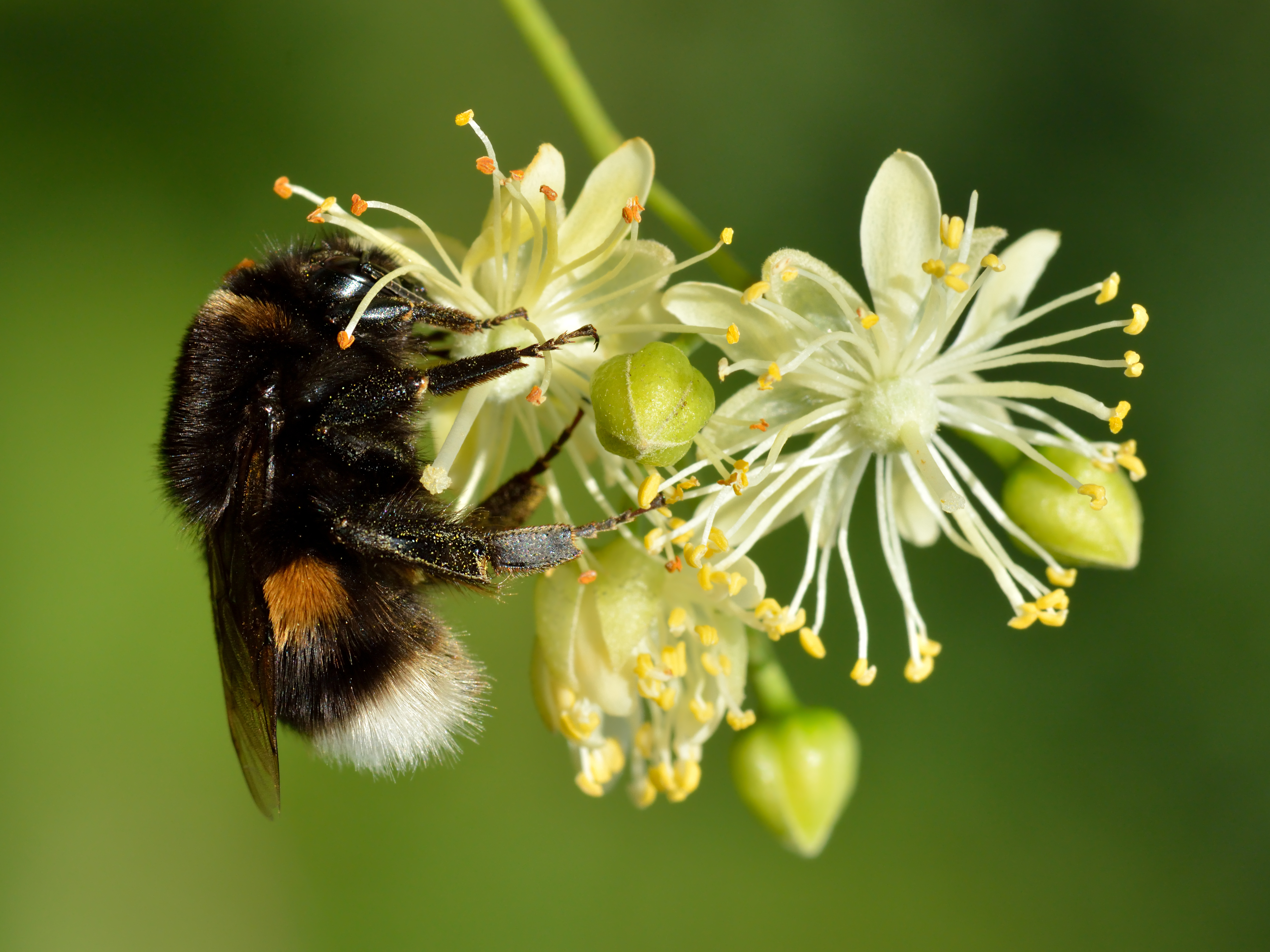

Lípa (Tilia) je rod opadavých stromů. Listy jsou střídavé, srdčité, čepel pilovitá až zubatá. Květy jsou ve vrcholících, zpravidla převislých. Stopka květenství má v dolní části přisedlý listen, který vytrvává i za plodu a tvoří létací aparát pro rozšiřování plodů. Květy jsou oboupohlavné, pětičetné. Tyčinek je 15–80, na bázi většinou srostlé v 5 svazečků. Semeník je pětipouzdrý, blizna pětilaločná. Plod je jednopouzdrý oříšek, semeno zpravidla 1, vzácně 2. Květy jsou opylovány hmyzem, plody rozšiřovány větrem.

## Rozšíření
Rod je rozšířen po celém mírném pásu severní polokoule, kde se vyskytuje asi 30–40 druhů. V České republice jsou původní jen 2 druhy: lípa velkolistá (Tilia platyphyllos Scop.) a lípa malolistá neboli srdčitá (Tilia cordata Mill.). Jejich kříženec se jmenuje lípa obecná (Tilia x vulgaris Hayne). Další druhy jsou pěstovány, převážně v intravilánech obcí a arboretech, ve volné přírodě jen zcela ojediněle. Jsou to např. lípa zelená neboli krymská (Tilia euchlora C. Koch), lípa stříbrná neboli plstnatá (Tilia tomentosa Moench), lípa řapíkatá (Tilia petiolaris DC.), lípa americká (Tilia americana) aj. Lípy vykazují zvýšenou životaschopnost vytvářením výmladků, které jsou schopné případně nahradit vymýcený či odumřelý hlavní kmen.

## Seznam druhů

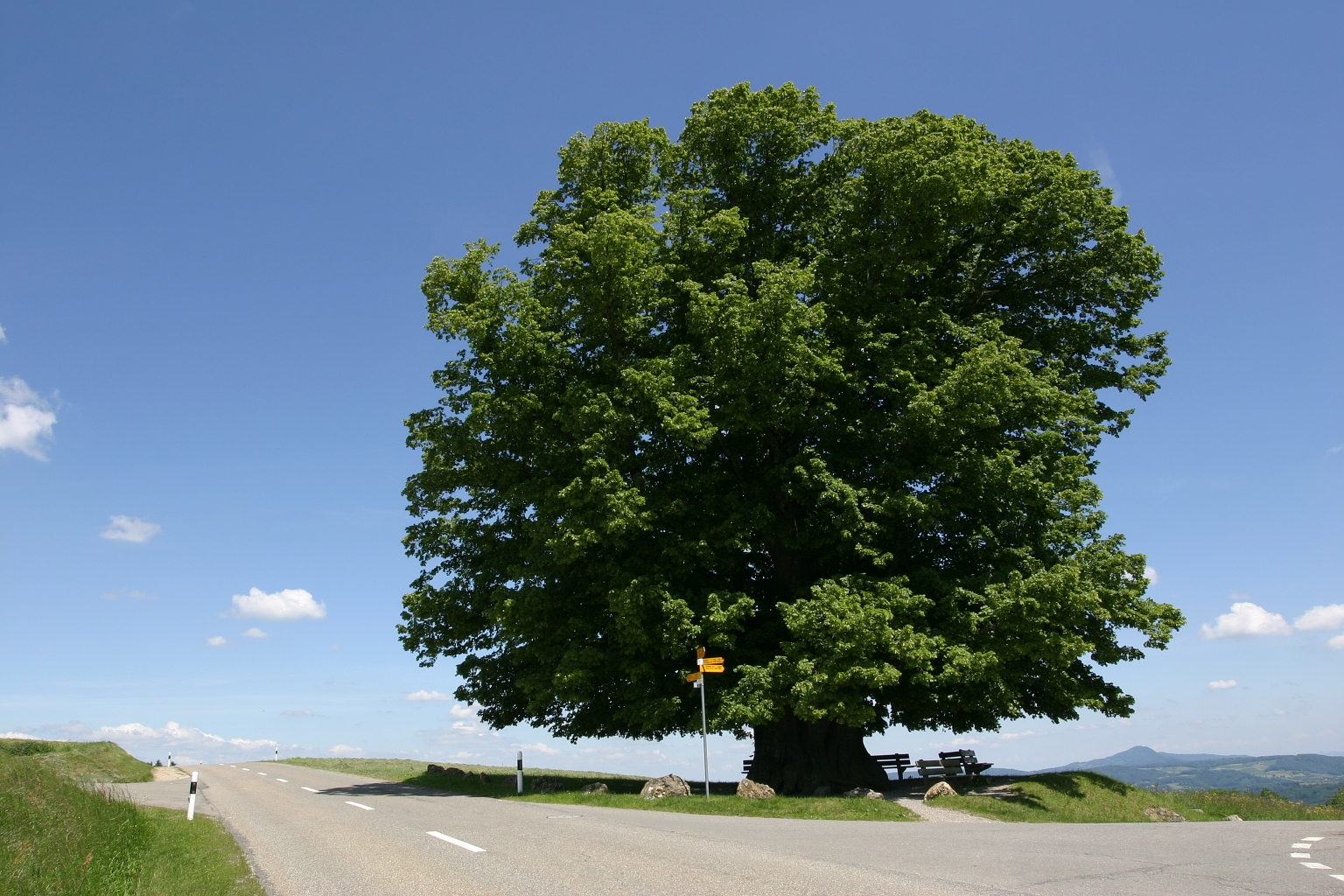
Lípa srdčitá u švýcarské vesnice Linn, jejíž věk je odhadován až na 600–800 let

- [1]Tilia americana – lípa americká
- Tilia amurensis – lípa amurská
- Tilia argentea
- Tilia brabenecii – lípa Brabencova†
- Tilia caroliniana
- Tilia caucasica
- Tilia chinensis – lípa čínská
- Tilia chingiana
- Tilia cordata – lípa malolistá / srdčitá
- Tilia croizatii – lípa Croizatova
- Tilia dasystyla – lípa kavkazská
- Tilia euchlora – lípa zelená
- Tilia × euchlora (Tilia dasystyla × Tilia cordata)
- Tilia × europaea – (Tilia cordata × Tilia platyphyllos)
- Tilia 'Flavescens' – (Tilia americana × Tilia cordata)
- Tilia henryana
- Tilia heterophylla
- Tilia hupehensis
- Tilia insularis – lípa ostrovní
- Tilia intonsa
- Tilia japonica – lípa japonská
- Tilia johnsoni †
- Tilia kiusiana
- Tilia mandshurica
- Tilia maximowicziana
- Tilia mexicana
- Tilia miqueliana
- Tilia 'Moltkei' (kříženec neznámého původu)
- Tilia mongolica – lípa mongolská
- Tilia nasczokinii
- Tilia nobilis
- Tilia occidentalis
- Tilia oliveri – lípa Oliverova
- Lípa srdčitá u švýcarské vesnice Linn, jejíž věk je odhadován až na 600–800 letTilia 'Orbicularis' (kříženec neznámého původu)
- Tilia paucicostata
- Tilia petiolaris – lípa řapíkatá
- Tilia × petiolaris (Tilia tomentosa × Tilia ?)
- Tilia platyphyllos – lípa velkolistá
- Tilia populifolia †
- Tilia rubra
- Tilia 'Spectabilis' (kříženec neznámého původu)
- Tilia tomentosa – lípa stříbrná
- Tilia tuan
- Tilia vindobonensis †.

## Použití
Některé druhy tohoto rodu lze použít v ČR jako okrasné rostliny. Jsou to efektní solitéry.
Květy domácích druhů (lípa malolistá a lípa velkolistá) se suší a slouží pro přípravu léčivého čaje. 

## Symbolika
Lípu za svůj národní strom považují Češi, Slováci, Slovinci a Lotyši (pro něž je ovšem jen jedním ze dvou národních stromů, druhým je dub). Rozhodl tak Slovanský sjezd roku 1848. Nyní má lipovou ratolest například vlajka prezidenta České republiky.